# Bridgit Mendler: Summer Tour
Bridgit Mendler: Summer Tour es la segunda gira de conciertos de la cantante estadounidense Bridgit Mendler. La próxima gira va a visitar América del Norte apoyada de su álbum debut Hello My Name Is..., y la gira comenzará en Iowa y terminará en Washington.

## Antecedentes
Bridgit añadió algunas fechas de sus conciertos en su página web oficial en abril de 2013. En una entrevista con Cambio en mayo, Mendler comentó sobre la gira diciendo: 
"Estoy muy emocionada de la gira de este verano, tengo que ir y conocer gente de diferentes partes de los EE.UU.", Mendler también dijo lo que la gente espera de la gira, "Creo que es una gran oportunidad para mí, para llegar a conocer mejor al público. Siento que mi música es bastante nueva y no he tenido una gran oportunidad de recorrer alrededor porque yo estaba trabajando en Good Luck Charlie, así que estoy emocionado de compartir la música con la gente y espero que lo disfruten".
Mendler también dijo que ella va a ser covers de las canciones de la gira. A principios de junio, Mendler anunció fechas de sus conciertos en su web oficial dando inicio el 16 de junio en Burlington, IA.

## Teloneros
- Shane Harper[3]
- Alex Aiono (sólo en Arlington, Kansas City y Dubuque)[4]
- R5 (sólo en Aurora y Agawam)
- Austin Mahone (shows seleccionados)
- Carter Matthews (shows seleccionados)

## Set List
1. "Hurricane"
2. "Top Of The World"
3. "Forgot to Laugh"
4. "City Lights"
5. "All I See Is Gold"
6. "5:15"
7. "Starry Eyed" (Ellie Goulding cover)
8. "Love Will Tell Us Where To Go"
9. "Animal" (Neon Trees cover)
10. "Blonde"
11. "Rocks At My Window"

Encore
1. "Ready or Not"

## Fechas de la gira
| América del Norte        |                  |                |                                   |
| 16 de junio de 2013      | Burlington       | Estados Unidos | Burlington Steamboat Days         |
| 26 de junio de 2013      | Del Mar          | Estados Unidos | Del Mar Fairgrounds               |
| 20 de julio de 2013      | Arlington        | Estados Unidos | Six Flags Over Texas Music Mill   |
| 22 de julio de 2013      | Kansas City      | Estados Unidos | Uptown Theater                    |
| 23 de julio de 2013      | Dubuque          | Estados Unidos | Dubuque County Fair               |
| 24 de julio de 2013      | Costa Mesa       | Estados Unidos | Pacific Amphitheatre              |
| 8 de agosto de 2013      | Santa Rosa       | Estados Unidos | Sonoma County Fair                |
| 16 de agosto de 2013     | Royal Oak        | Estados Unidos | Royal Oak Music Theatre           |
| 17 de agosto de 2013     | Lima             | Estados Unidos | Allen County Fair                 |
| 18 de agosto de 2013     | Aurora           | Estados Unidos | Riveredge Park                    |
| 20 de agosto de 2013     | Agawam           | Estados Unidos | Six Flags New England             |
| 21 de agosto de 2013     | Nueva York       | Estados Unidos | Best Buy Theater                  |
| 23 de agosto de 2013     | Washington D. C. | Estados Unidos | Warner Theatre                    |
| 24 de agosto de 2013     | Williamsburg     | Estados Unidos | Busch Gardens Amphitheater        |
| 25 de agosto de 2013     | Westbury         | Estados Unidos | Six Flags Great Adventure         |
| 27 de agosto de 2013     | Albany           | Estados Unidos | The Palace Theatre                |
| 28 de agosto de 2013     | Allentown        | Estados Unidos | Allentown Fairgrounds             |
| 31 de agosto de 2013     | Salem            | Estados Unidos | Oregon State Fair                 |
| 7 de septiembre de 2013  | Hutchinson       | Estados Unidos | Kansas State Fair                 |
| 8 de septiembre de 2013  | Spencer          | Estados Unidos | Clay County Fair                  |
| 9 de septiembre de 2013  | Salt Lake City   | Estados Unidos | Utah State Fair                   |
| 21 de septiembre de 2013 | Puyallup         | Estados Unidos | Washington State Fair in Puyallup |